# Google フォト
Google フォト (グーグル フォト、英: Google Photos) は、Googleによって提供されている写真、動画用クラウドストレージサービスである。2015年5月に、Google+ フォトから分離されてリニューアルした。

## サービス
Google フォトは、写真と動画を保存したり共有したりするためのサービスである。もともとGoogle +の機能の一部として提供されていたものが独立したサービスとして提供される際にGoogle フォトとなった。ユーザーはiOSやAndroidアプリ、WindowsやMac向けのアップローダー、ブラウザなどからクラウドに写真と動画バックアップすることができる。バックアップした写真や動画にはアプリやブラウザからアクセスすることができる。
Google フォトには写真の人物、撮影場所、被写体をExif情報に頼らず自動的に判別し、整理する機能がある。一連の写真からコラージュやアニメーションを作成することもできる。
写真を共有したい場合は、共有フォルダに写真を登録することで可能となる。
Google フォトでは、写真や動画はアップロードされた日付ではなく写真が撮影・作成された日に基づいて時系列に並べられる。したがって、昔撮影した写真をGoogle フォトにアップロードして確認したい場合、検索メニューにある「最近」を選択する必要がある。
なお、Googleは児童ポルノに対しては特に厳しい態度をとっており、アップロードした写真の中にそのようなものが含まれると、即座にアカウントが停止される。これは、自分の子供の写真（例えば着替えているところやおむつを替えているところなど）ももちろん対象となるので注意が必要である。アカウントが停止された場合、Google フォト内の写真のみならず、GmailやGoogle ドライブなど他のサービスの内容も完全に失われる。
2016年3月15日、Googleはかつて買収したPicasaをサポート終了とし、同年5月1日にGoogle フォトに一元化した。
2021年6月1日より適用された新ポリシーにより、新ポリシー適用後、2年間に渡ってGoogle フォトのサービスの利用が無い場合やGmail、Google ドライブと合わせてでストレージ容量を超過している場合には、早いと2023年6月1日にも、2年間のサービス利用が無い場合にはGoogle フォト内の全てのコンテンツが削除され、ストレージ容量を超過している場合にはGmailとGoogle ドライブに保存されているコンテンツを含めた全てのコンテンツが削除される。

## 機能
- 自動バックアップ（Googleサーバー側で再エンコードされる高画質モードか、非圧縮な元のサイズを選択可能。[9]）
- 明るさや彩度、トリミングなど簡単な編集ツール。
- ムービーやコラージュの生成。
- アルバムの作成。
- 強力な検索機能（日時を始めとして、人物顔や撮影場所、対象物（食べ物や飛行機、パーティー）などのキーワードで検索する機能。）
- 推定の撮影場所（GPSデータがなく撮影場所がわからない写真に、推定の撮影場所を表示する機能）
- RAWファイルのサポート。
- Chromecastへの出力。
- 消しゴムマジック（2024年から追加）